# 형상기억합금
형상기억합금(形狀記憶合金, Shape-memory alloy)이란 다른 모양으로 변형시키더라도 가열에 의하여 다시 변형 전의 모양으로 되돌아오는 성질을 가진 합금을 말한다. 예를 들면 곧게 뻗은 형상기억합금의 막대를 코일 모양으로 구부려 놓는다. 얼마 있다가 더운 물에 넣으면 마치 이전의 모양을 기억하고 있었던 것처럼 똑바로 펴진다.
이 합금의 또 하나의 특징은 강한 복원력이다. 원래의 모양으로 돌아갈 때, 변형에 소요된 힘의 5배 가량의 힘을 낸다. 형상 기억 효과에는 한번 원래의 모양으로 돌아가면 그만인 것과 처음에 변형 시켜 두면 온도차에 의해서 몇 번이라도 효과를 나타내는 것의 두 종류가 있는데 현재 실용화되고 있는 것은 앞의 것 뿐이다.

## 니켈∙티타늄 합금
형상기억효과를 나타내는 합금으로서는 티타늄·니켈 합금이 대표적인데, 그 밖에 동계(銅系)의 합금이 연구, 개발 중에 있다. 티타늄·니켈 합금은 뛰어난 특성을 지니고 있지만 가공성, 성형성, 용접성 등의 면에서 문제를 가지고 있다. 그리고 효과의 안정성, 학습성, 피로성 등의 면에서도 연구를 더욱 진행시킬 필요가 있다. 특히 티타늄·니켈 합금의 문제점은 가격이 너무 비싼 데 있다. 그래서 비교적 값싼 동계합금(銅系合金)을 실용화하는 연구가 당면과제로 남아 있다. 

## 이용 및 개발
형상 기억 합금을 처음으로 실용화한 것은 1969년 아폴로 11호의 안테나를 니켈과 티타늄의 합금으로 만들면서부터이다. 그 뒤 형상 기억 합금을 기계부품, 의료기기, 측정기기, 옷과 같은 여러 분야에 이용하기 위한 연구가 계속되었다. 형상 기억 합금을 치아 교정용 보철기에 사용할 경우, 보철기를 느슨하게 설치해도 보철기의 온도가 체온까지 올라가면 원래 모습으로 되돌아가 꽉 죄어 주는 작용을 한다. 그 밖에도 파이프의 이음쇠, 자동으로 닫히는 온실 문, 인공 심장의 인공 근육과 같이 그 쓰임새가 점점 늘어나고 있다. 이에 따라 새로운 종류의 형상 기억 합금을 계속 개발하고 있다. 특히 그 동안 개발한 형상 기억 합금 가운데 구리, 아연, 알루미늄으로 만든 것은 값이 싸다는 장점이 있다. 우리나라에서는 1974년부터 형상 기억 합금에 관한 연구를 시작했는데, 많은 연구소와 대학의 연구실에서 앞에 말한 합금 종류뿐만 아니라 철이 들어 있는 새로운 형상 기억 합금의 제조, 특성, 활용 방법을 연구하고 있다. 가까운 장래에 가공성, 내구성, 가격 등의 문제가 해결되면, 이 합금의 가능성은 무한할 것으로 보인다.